# بانتام ژاپنی
بانتام ژاپنی (انگلیسی: Japanese bantam) یا چابو یا خروس چینی، نژادی از مرغ متعلق به ژاپن است. این گونه از مرغ، نژادی واقعی از بانتام است و دارای هیچگونه ناسازگاری بارز با ویژگی بانتام‌ها نمی‌باشد. بانتام ژاپنی دارای یک دم بلند می‌باشد که اغلب از ارتفاع سر حیوان، بلندتر است. بال‌های آن به پایین و رو به عقب در دو طرف بدن کشیده شده است.